# Identitární hnutí
Identitární hnutí je soubor krajně pravicových politických směrů, jejichž proklamovaným cílem je ochrana regionální, národní či civilizační identity většinové společnosti, tedy pravicová podoba identitární politiky, jež dříve bývala spíše levicově orientovaná. Jde ovšem spíše o soubor idejí manifestovaný v různých konkrétních hnutích než o jedno jednolité sociální či politické hnutí s jednotným programem. Německá tajná služba v roce 2019 po tříletém monitorování označila krajně pravicové Identitární hnutí za extremistickou organizaci. Mezinárodní „Hnutie identity“ v roce 2018 monitorovala také Slovenská informačná služba a české ministerstvo vnitra ho několik let zmiňovalo ve svých výročních zprávách o extremismu.

## Původ hnutí
Původně pochází z Francie 70. let 20. století, kde vzniklo jako tzv. Nová pravice (podobně jako už od konce 60. let tzv. Nová levice). Později se k tomuto názvu začali příznivci hnutí znovu hlásit sebeoznačením za Opravdovou pravici (Real right). Geograficky je doménou hnutí západní Evropa, ačkoli se s ním pojí lidé i z jiných oblastí, např. ruský autor Alexandr Dugin. Myšlenkově hnutí vzešlo z existenciální krize moderního člověka. Nová pravice podobně jako Nová levice vystupovala proti dobovému systému. Zatímco však Nová levice vycházela z materialistických marxistických pozic a měla za cíl mimo jiné zrušení institutů moci, Nová pravice čerpala své myšlenky z konzervativně-revolučních autorů (např. Alain de Benoist, Charles Champetier) a namísto likvidace institucí chtěla návrat obsahu do těchto dle jejich názoru prázdných skořápek. Někdejší de Benoistův a Champetierův Manifest pro Evropskou renesanci byl po prvním desetiletí 21. století identitárním hnutím vzkříšen v podobě několika dalších manifestů: Proč bojujeme? francouzského autora Guillama Fayeho, následovaný knihou Opravdová pravice se vrací švédského autora Daniela Friberga, či manifest Generace identity rakouského studenta Markuse Willingera. Právě z Willingerova textu pochází následné označení za identitární hnutí.

## Napojení na extremisty
Nejaktivnější je hnutí ve Francii, Rakousku a Německu a menší skupiny existují v Česku, Itálii, Velké Británii, Švýcarsku a Slovinsku. Spolupracuje s dalšími krajně pravicovými a neonacistickými uskupeními (např. v Linci s tzv. Arminia Chernivtsi). Předseda Identitäre Bewegung Österreich a někdejší neonacista Martin Sellner byl v intenzivním kontaktu s Australanem Brentonem Tarrantem, který 15. března 2019 zavraždil v novozélandském městě Christchurch z nenávisti 51 lidí. Ve svém manifestu se odvolal na ideologii identitářů, amerických bílých nacionalistů, britského fašistu Oswalda Mosleyho nebo na masového vraha Anderse Breivika.
Předtím roku 2018 Tarrant rakouským „identitariánům“ poslal dar 1 500 eur
 a Sellner ho pozval na návštěvu Rakouska. Sellner poté sice smazal e-mailovou korespondenci s Tarrantem, ale policie ji později našla v jeho notebooku. Tarrant skutečně pobýval roku 2018 v Rakousku a najal si zde auto, s nímž navštívil řadu evropských zemí. Ve stejné době se v Praze setkala skupina mladých ultrakonzervativních radikálů z USA a Kanady z okruhu Steva Bannona, s nimiž byl prostřednictvím své manželky propojen i Martin Sellner.

## Styky s pravicovými stranami
V Rakousku má k Identitárnímu hnutí blízko zejména Svobodná strana Rakouska (FPÖ) a její bývalý předseda a vicekancléř Heinz-Christian Strache nebo exministr vnitra Herbert Kickl. Po odhalení kontaktů FPÖ s Identitáři požadoval tehdejší ministr zahraničí Sebastian Kurz, aby strana tyto kontakty okamžitě přerušila a od hnutí se distancovala.
V Německu je s touto rakouskou krajně pravicovou scénou úzce propojena Alternativa pro Německo. Někteří členové Identitárního hnutí pracují jako spolupracovníci některých poslanců Bundestagu za AfD. Rakouský šéf identitářů Sellner patří také do okruhu autorů vydavatelství Antaios založeného jedním z myšlenkových vůdců hnutí „nové pravice“ v Německu Götzem Kubitschkem (toto nakladatelství má na svých stránkách např. německá vydání knih Václava Klause.).
V Česku s Identitárním hnutím sympatizuje advokátka Klára Samková, která dřív působila v Bloku proti islámu. Poté, co sociální síť Facebook zrušila oficiální účet identitárního hnutí, prohlásila, že je připravena poskytnout Generaci Identity svůj profil.
V Německu podporu identitářům i jejich klíčové figuře Martinu Sellnerovi opakovaně vyjádřil i předseda bavorské AfD a poslanec Bundestagu za AfD s českými kořeny Petr Bystroň („pochodovat zvlášť, udeřit společně“). Byl proto několik měsíců sledován Bavorským úřadem pro ochranu ústavy (bavorskou kontrarozvědkou).
Bystroň provázel Steve Bannona při návštěvě u prezidenta Miloše Zemana. V září 2018 dostal v USA cenu nadace Phyllis Schlaflyové blízké americkému prezidentovi Donaldu Trumpovi. Bystroň byl hostem na oslavě 75. narozenin Václava Klause a bývalého prezidenta označil za svůj „politický idol a osobního mentora“. Nadstandardní kontakty má s Bystroněm i internetová RAPTOR-TV, za kterou stojí proruský aktivista Žarko Jovanovič.